# Shadowbane
Shadowbane är ett datorspel, MMORPG, som utvecklats av Wolfpack Studios med lite hjälp av Swing! och Entranz som höll i europeiska respektive japanska betan där de samlade in information och förbättrade koden. Swing! gick i konkurs en månad innan spelet släpptes och därför fick det aldrig en förläggare i Europa. I USA var Ubisoft förläggare och spelet släpptes den 25 mars 2003.
Spelet hade en mycket dålig release och ansågs dåligt programmerat med instabila servrar, och dess annorlunda spelkoncept (fri pvp) har gjort att det inte blivit så populärt. Trots det har spelet en hängiven bas av spelare.
Spelet har senare släppts även i Europa av Ubisoft (det finns även en europeisk server) till kraftigt reducerat pris. Dessutom har Entranz lagt ner sina servrar så alla asiatiska spelare har flyttats till de amerikanska servrarna.
Spelet fokuserar på PvP och GvG där guilder kan bygga egna städer med hantverkare, vakter, murar osv och belägra och förstöra fiende städer. Man kan skapa nationer med andra guilder och spelet är väldigt politiskt vilket skapar mycket debatter på Ubis forum.
En expansion som gick under namnet Shadowbane: The Rise of Chaos släpptes i december 2003 och öppnade upp 2 nya zoner för spelarna, 1 ny ras, 2 nya klasser och 2 nya discipliner.
I spelet finns 11 olika raser, 29 klasser och 30+ discipliner, karaktärerna får både skill points som sätts i en stats (strength, Constituion, Dexterity, Intelligence, Spirit) och skill points (sätts upp på färdigheter hos en tränare) för varje ny nivå (fast man får färre poäng för varje nivå) vilket gör att det finns tusentals olika kombinationer att göra en karaktär.
Wolfpack studios tillkännagav 28 mars 2006 att företaget läggs ner. De ca 25 utvecklarna vid Wolfpacks huvudkontor i Austin sades upp. Rättigheterna till Shadowbane ligger hos Ubisoft och spelets framtid är än så länge oviss. Spelet finns sedan en tid fritt tillgängligt.